# Odprto prvenstvo ZDA 2016
Odprto prvenstvo ZDA 2016 je teniški turnir za Grand Slam, ki je med 29. avgustom in 11. septembrom 2016 potekal v New Yorku.

## Moški posamično
Stan Wawrinka :  Novak Đoković, 6–7(1–7), 6–4, 7–5, 6–3

## Ženske posamično
Angelique Kerber  :  Karolína Plíšková, 6–3, 4–6, 6–4

## Moške dvojice
Jamie Murray /  Bruno Soares :  Pablo Carreño Busta /  Guillermo García-López, 6–2, 6–3

## Ženske dvojice
Bethanie Mattek-Sands /  Lucie Šafářová :  Caroline Garcia /  Kristina Mladenovic, 2–6, 7–6(7–5), 6–4 

## Mešane dvojice
Laura Siegemund /  Mate Pavić :  Coco Vandeweghe /  Rajeev Ram, 6–4, 6–4